# Графіті в Нью-Йорку

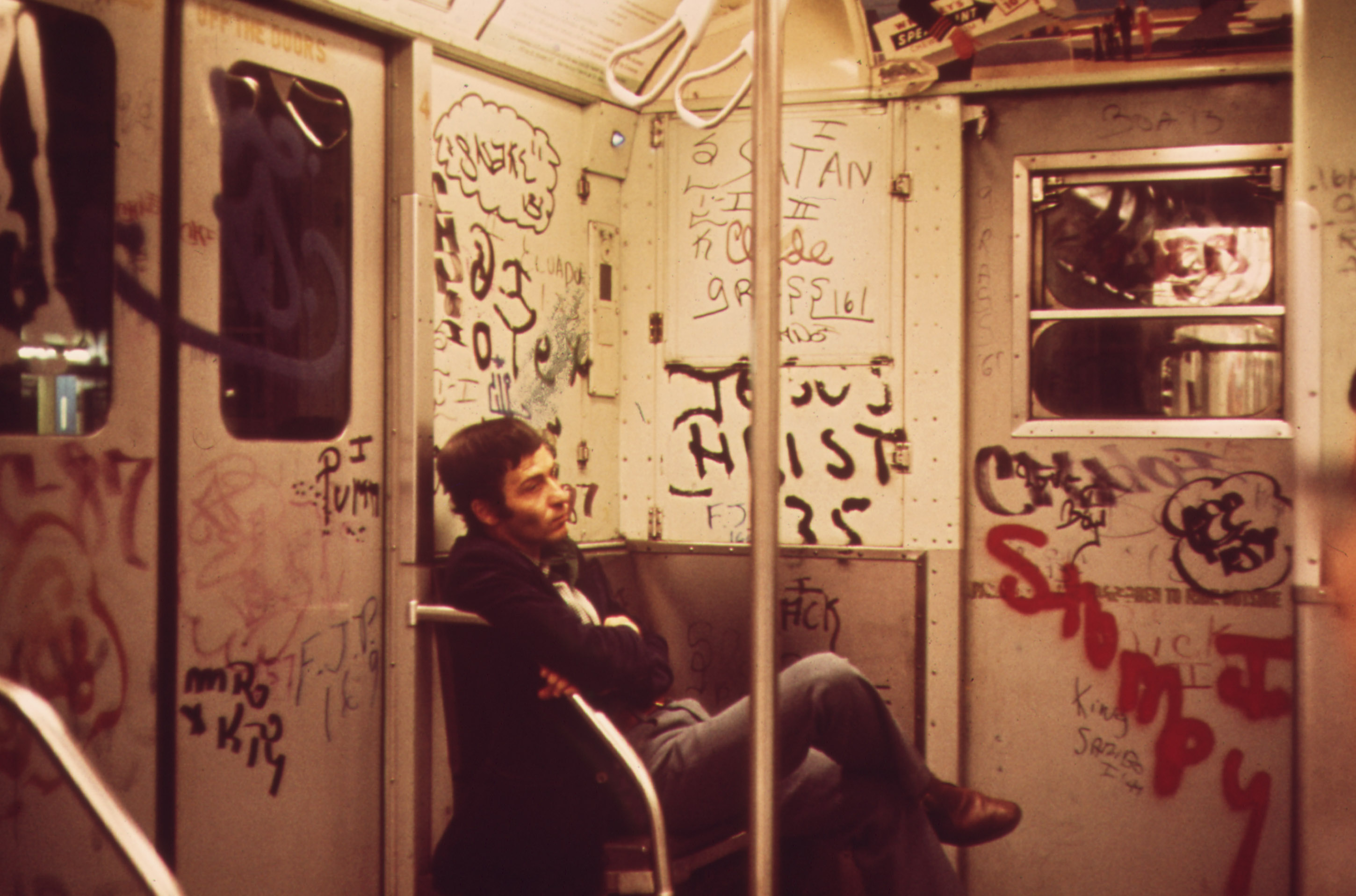
Вагон у Нью-Йоркському метрополітені в 1973 році

Графіті в Нью-Йорку — розписи на вагонах, архітектурній площині нью-йоркських будівель та іншій поверхні, які мали значний вплив на розвиток місцевого, національного і міжнародного вуличного мистецтва. Після зародження у Філадельфії та проникнення у Нью-Йоркський метрополітен, графіті стали однією з найпоширеніших форм вандалізму в місті.

## Поширення субкультури графіті в Нью-Йорку

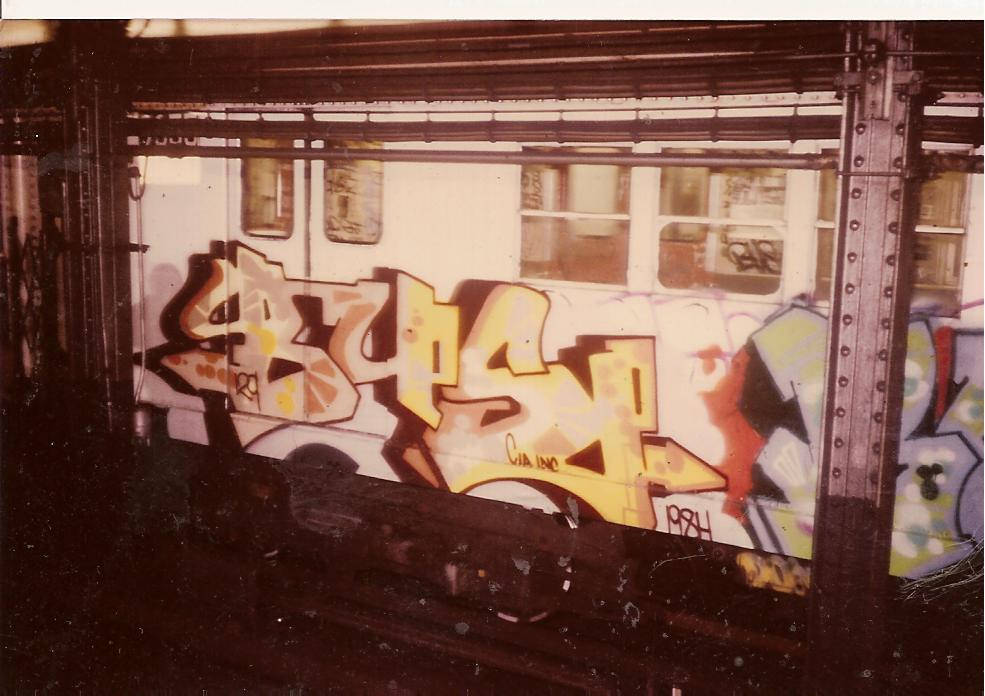
Графіті ДОНДІ на вагоні в Нью-Йоркському метрополітені, 1984 рік

Перші графіті в Нью-Йорку з'явилися після смерті у 1955 році Чарлі Паркера на прізвисько Птах (англ. Bird або Yardbird). Фанати музиканта залишали на стінах надписи: «Bird Lives» («Птах живий»). Однак, як вважається, сучасні графіті зародились у Філадельфії в 1960-х роках.
Приблизно в 1970—1971 роках центр субкультури графіті перемістився з Філадельфії в Нью-Йорк, особливо в район Вашингтон-Гайтса, де графітери Такі 183 і Трейсі 168, почали здобувати популярність за свої постійні вандальні надписи. Перші графітери утворювали власні теґи зі свого прізвиська й номера вулиці та розписували («бомбили») ними вагони метро, що давало можливість демонструвати свою творчість по всьому місту. Буквене позначення було популярним серед графітерів із Бронксу, але його замінили новим «диким стилем» — складною формою графіті, придуманою Трейсі 168 та іншими вуличними художниками з команди райтерів із понад 500 членів. Зокрема туди входили Блейд (Blade), Коуп 2 (Cope 2), Ті-Кід 170 (T-Kid 170), Кеп (Cap), Джус 177 (Juice 177) і Ден Плазма (Dan Plasma).

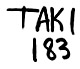
Теґ Taki183

Поступово стиль і розмір графіті змінювали. З-поміж визначних райтерів того часу виділяються ДОНДІ, Леді Пінк, Зефір, Джуліо 204, Стей Гай 149, Фейз 2.
Між райтерами зростала конкуренція. Вони прагнули охопити своїми теґами все місто. Стінопис удосконалювали. Близько 1974 року графітери Трейсі 168, Кліфф 159 (CLIFF 159) і Блейд Ван (BLADE ONE) наносили не лише свої імена. До стінопису вони додали ілюстрації, декорації, зображення героїв коміксів. Таким чином вони заклали основу для розпису вагонів. Стандарти початку 1970-х продовжують розвиватися. А наприкінці 1970-х — початку 1980-х років з'явилися нові стилі та ідеї. Коли графіті поширилися за межі Вашингтон-Гайтса та Бронксу, хвиля вандальних графіті накрила місто. Фред Бретвейт або Феб Файв Фредді (Fab 5 Freddy) був однією з найвідоміших фігур вуличного мистецтва тієї доби. Тоді винайшли різні техніки нанесення теґів аерозольними балончиками. Різні шрифти літер між Верхнім Мангеттеном і Брукліном почали зливатися наприкінці 1970-х в єдиний «Дикий стиль». Фебу Файв Фредді часто приписують заслугу в поширенні впливу графіті та реп-музики поза їхнім первісним існуванням у Бронксі, а також у просуванні їх на мистецьких і музичних сценах у центрі міста. Приблизно в цей час, коли Уго Мартінес вперше в 1973 році організував виставку райтерів у «Razor Gallery», почали сприймати графіті, як мистецтво.
Зростанню графіті в Нью-Йорку сприяла система метрополітену, доступність і розгалуженість якої надихала графітерів діяти швидко і злагоджено. Їхній рух залишався непідконтрольним міській владі через фінансові обмеження міста оперативно видаляти графіті та водночас виконувати обслуговування з перевезень. Мер Джон Ліндсей оголосив першу війну з графіті в 1972 році. Але лише згодом місто змогло виділити достатньо ресурсів для вирішення цієї проблеми.
Адміністрація Авраама Біма створила поліцейський підрозділ із близько 10 поліцейських для боротьби з вандалами-графітерами. Співробітники підрозділу відвідували неофіційні зустрічі, спілкувалися з неповнолітніми підозрюваними та збирали інформацію, щоб затримати лідерів руху. У 1972—1974 роках повідомлялося про близько 4500 арештів вандалів-графітерів у Нью-Йорку, у 1976—998, у 1977—578, у 1978—272, у 1979—205. Хоча підрозділ отримав інформацію про тисячі райтерів, недостаня кількість співробітників заважала їм продовжувати арешти.

## Занепад субкультури графіті в Нью-Йорку

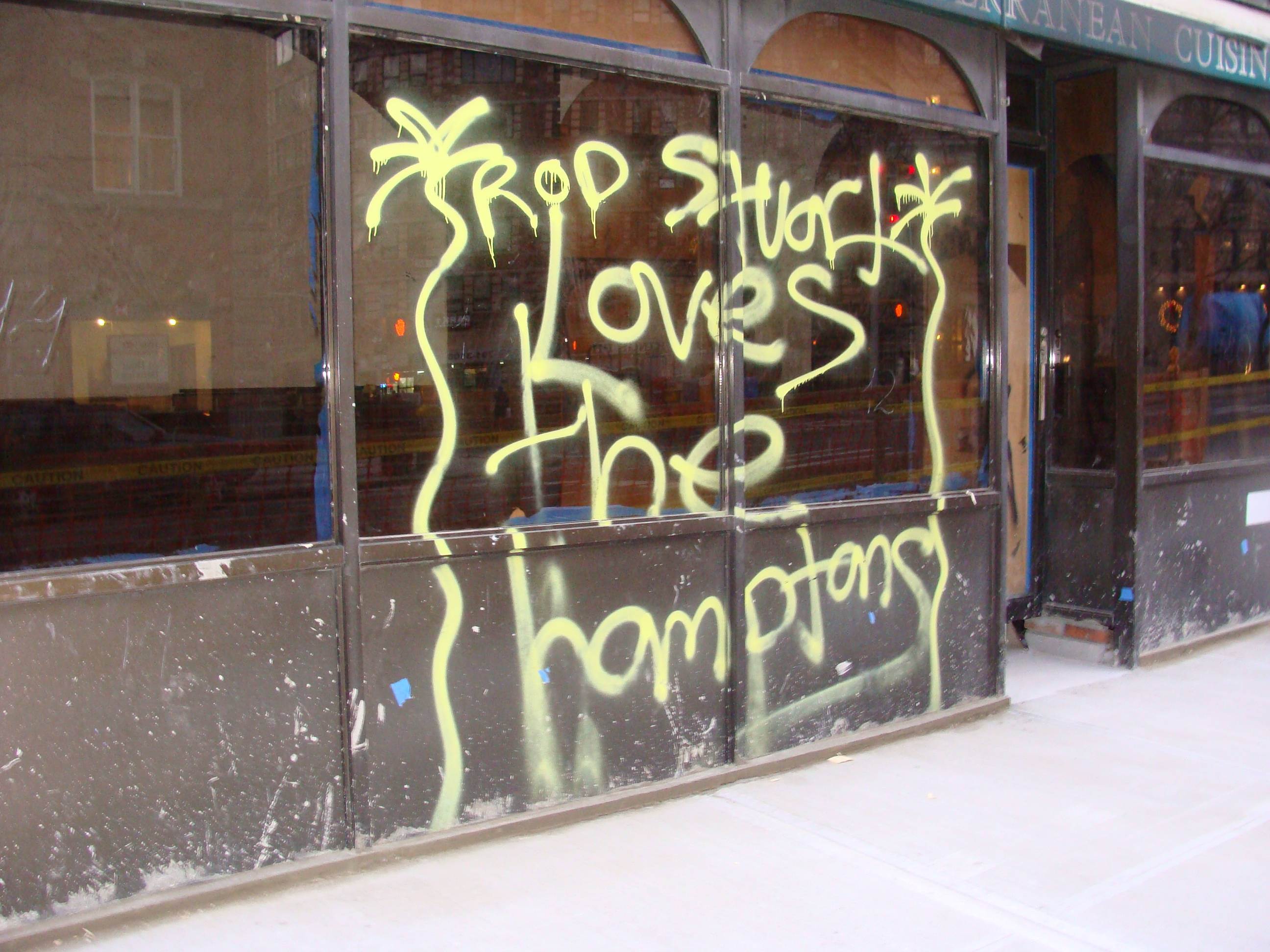
Графіті на вітріні ресторану в Чайнатауні, Мангеттен

Після того, як графіті стали асоціюватися зі злочином, особливо після популяризації філософії «Теорії розбитих вікон», від уряду почали вимагати рішучіших дій у боротьбі з вандалізмом. Суворіший нагляд поліції та здійснення посилених заходів безпеки (бритвенний дріт, сторожові собаки) у поєднанні з постійними зусиллями щодо очищення міського простору від графіті призвели до занепаду нью-йоркської субкультури графіті у 1980-х роках. Через те, що метро було важче розмальовувати, райтери вийшли на вулиці, що згодом, поряд із приміськими поїздами та вагонами, стали найпоширенішою сценою для графіті.

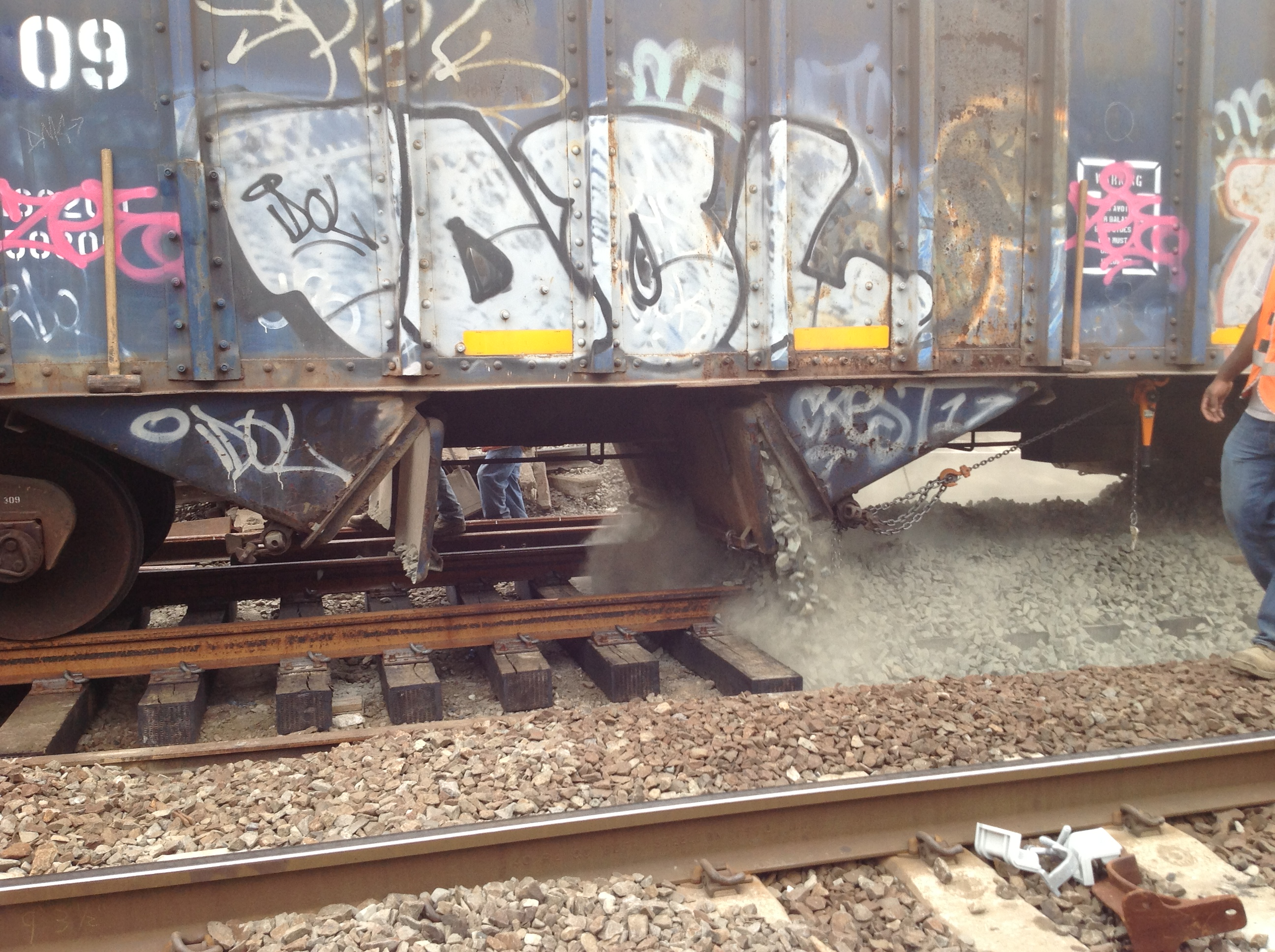
Розписаний вагон у Бронксі

Водночас наростання епідемії крека, посилення покарань за графіті, обмеження продажу фарб додатково ускладнювали роботу графітерів. Жорсткі заходи знеохотили багатьох вуличних художників малювати, однак інші райтери нові труднощі сприйняли як виклик. У таких умовах доступних для розпису місць ставало дедалі менше. Між райтерами спалахнули справжні війни за територію. Щоб контролювати певне депо, графітери об'єднувалися в банди.
1984 року Нью-Йоркське управління перевезень розпочало п'ятирічну програму боротьби з графіті. 1985—1989 роки прозвали «жорстокою» добою. Останнім притулком для райтерів стали старі вагони метро, які практично списали на брухт і тому вже не відмивали від графіті. Тоді райтери Wane, Wen, Dero, Wips, T-Kid, Sento, Cavs, Clark, M-Kay покривали практично всю поверхню вагона, окрім вікон, яскравим малюнком — бернером (від англ. burners).
До середини 1986 року Міське транспортне управління й управління перевезень виграли «війну з графіті». Останній розписаний поїзд був знятий з експлуатації в 1989 році. Зі зменшенням кількості вуличних художників зменшувались і правопорушення, пов'язані з графіті та «бомбардуванням». Однак підлітки з Лондона та інших європейських міст, що мали родинні та інші зв'язки з Нью-Йорком, захопилися традиціями розпису метро графіті та поширили їх у своїх містах.

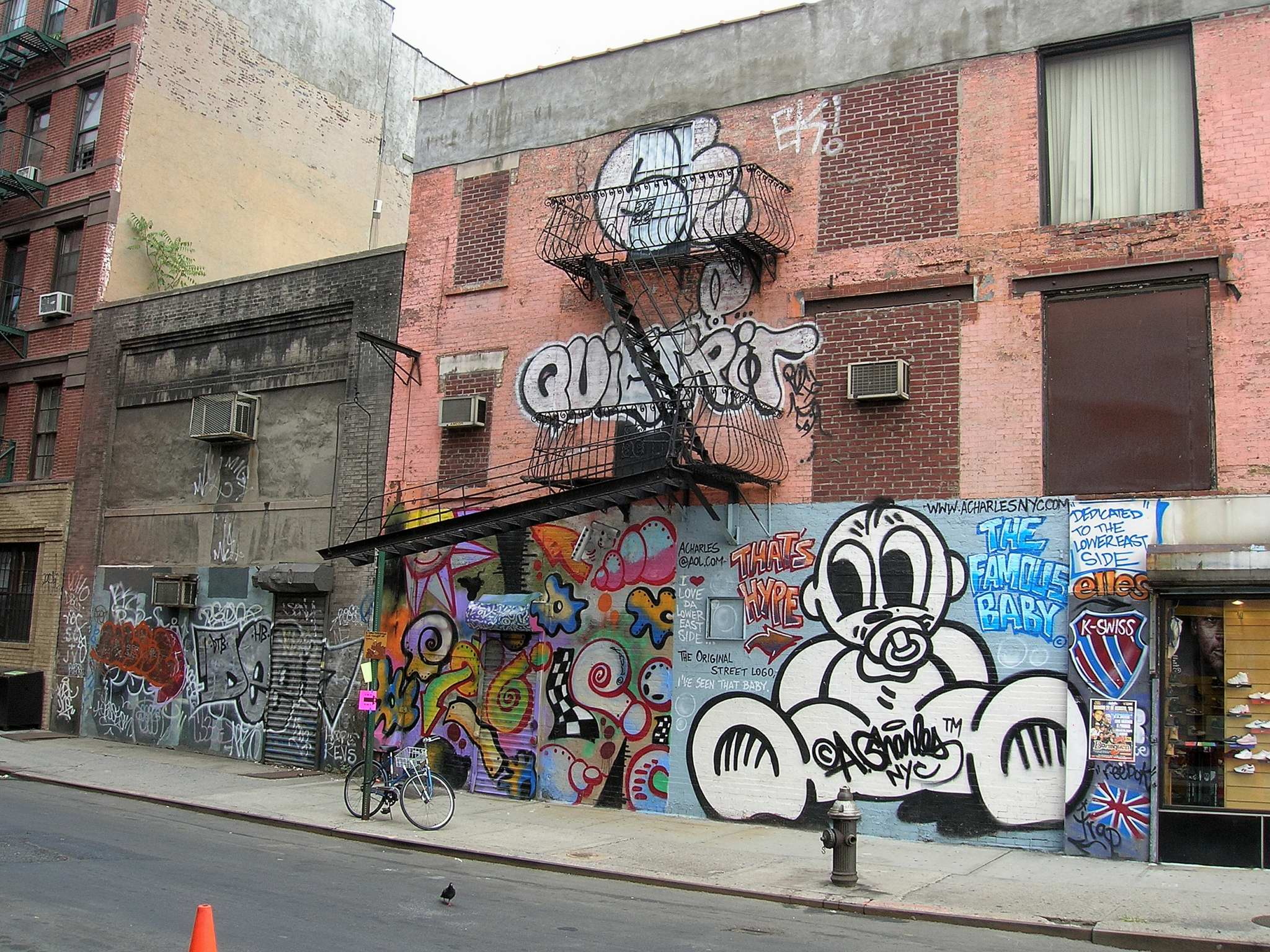
Графіті у Нижньому Іст-Сайді

1995 року мер Нью-Йорка Рудольф Джуліані створив підрозділ із боротьби з графіті. Із цього розпочали викорінення дрібних злочинів по всьому місту та одну з наймасштабніших кампаній в історії США проти графіті. Того ж року згідно з § 10-117 Адміністративного кодексу Нью-Йорка було заборонено продавати аерозольні балончики неповнолітнім дітей. Закон також вимагав, щоб продавці зберігали фарбу в замкнених заґратованих ящиках або виставляли її у недоступному для потенційних крадіїв місці. Порушення норм міського закону проти графіті передбачає штраф у розмірі 350 доларів США за інцидент.
Водночас субкультура графіті увійшла в моду. Багато суперечок виникло щодо того, чи варто вважати графіті справжнім видом мистецтва. 1974 року Норман Мейлер опублікував есе «Віра графіті», в якому досліджується графіті як явище мистецтва та містяться інтерв'ю з першими графітерами в метро, а також з мером Нью-Йорка Джоном Ліндсі. З 1980-х років музеї та картинні галереї почали серйозно ставитися до графіті. Багато вуличних художників, як, наприклад, Жан-Мішель Баскія, Кіт Гарінг, виставляли свої роботи у галереях і власних студіях.

## Графіті Бенксі
У жовтні 2013 року в Нью-Йорку вуличний художник Бенксі просто неба організував нелегальну персональну виставку «Краще зовні, ніж усередині» (англ. Better Out Than In). Назва містить відсилання до цитати художника-імпресіоніста Поля Сезанна: «Всі картини, написані всередині, в студії, ніколи не будуть такими гарними, як ті, що зроблені зовні». Бенксі щодня представляв щонайменше одне графіті, повідомляючи про нього на спеціальному вебсайті й у своєму обліковому записі в Instagram. Більшість робіт — трафаретні графіті з переважно політичним підтекстом.

Бенксі. «Краще зовні, ніж усередині»
«Хлопчик із молотом». Верхній Вест-Сайд
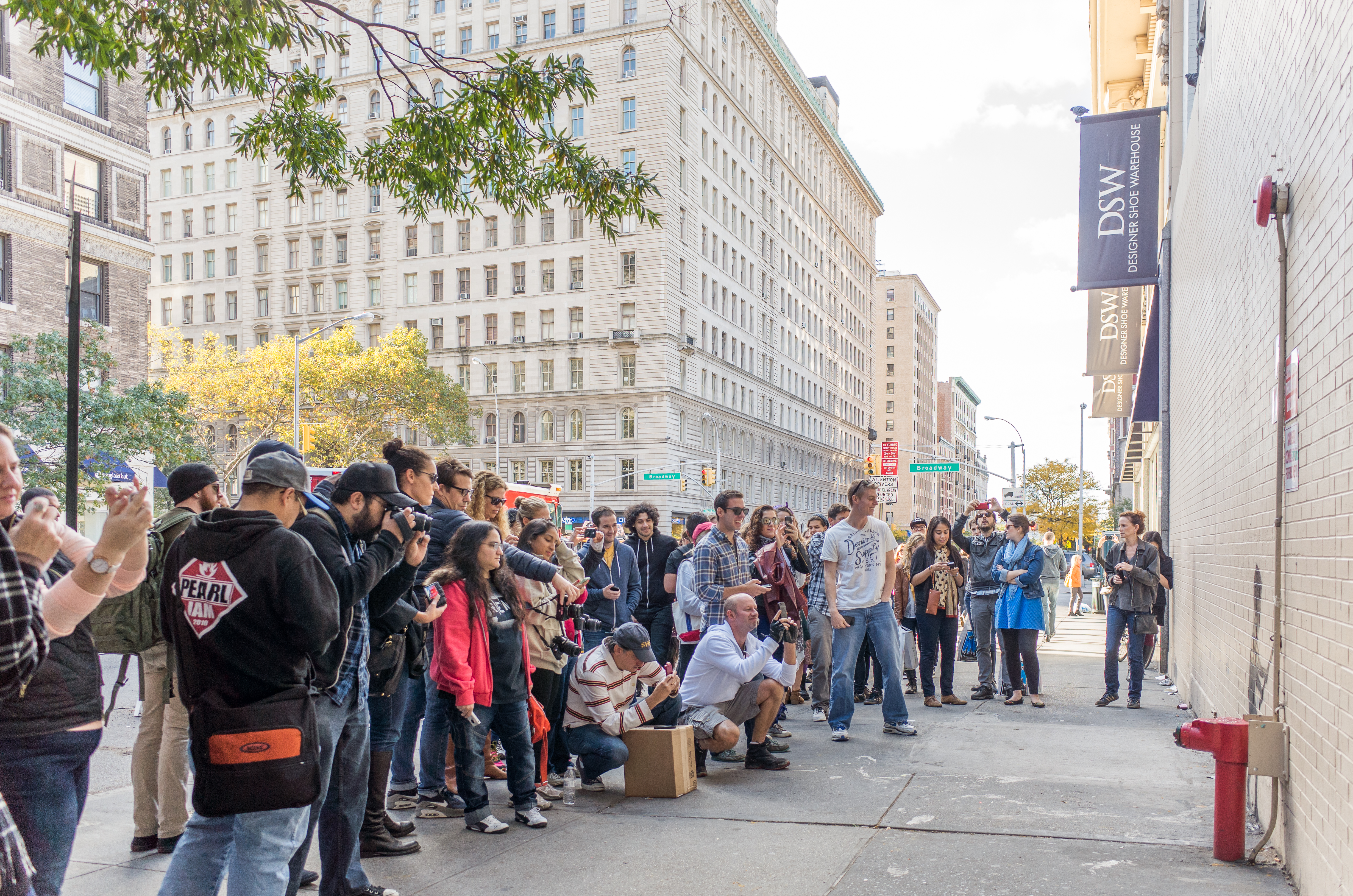
Презентація "Хлопчика з молотом"
«Гетто для життя» від 21 жовтня у Південному Бронксі розлютив багатьох мешканців і графітерів

## Фільми про графіті в Нью-Йорку
- Станції Піднесених[en] (1981) — найперший документальний фільм про графіті в Нью-Йоркському метро, з музикою Чарльза Мінгуса
- Дикий стиль[en] (1982) — драма про культуру хіп-хопу та графіті в Нью-Йорку
- Війни стилів[en] (1983) — документальний фільм про культуру хіп-хопу, знятий у Нью-Йорку
- Бомби систему[en] (2006) — драма про команду графітерів у сучасному Нью-Йорку
- Infamy (2007) — повнометражний документальний фільм про субкультуру графіті, на прикладі досвіду графітерів.